# Santa Fe (Granada)
 For alternative betydninger, se Santa Fe. (Se også artikler, som begynder med Santa Fe)
Santa Fe er en by og kommune i det sydøstlige Spanien i provinsen Granada. Den har et indbyggertal på 15.269 (2024) indbyggere.